# Coptops undulata
Coptops undulata là một loài bọ cánh cứng trong họ Cerambycidae.